# 馬克·柏利
馬克·艾倫·柏利（英語：Mark Alan Buehrle，1979年3月23日—），出生于美国密苏里州圣查尔斯 (密苏里州)，前美国职棒大联盟選手，曾是芝加哥白襪、邁阿密馬林魚和多倫多藍鳥的先发左投手。
柏利从2002年起就成为了球队的王牌投手，除了2007年外，他从2002年至2009年都是白袜队开幕战的先发投手。他还曾投出过两场无安打比赛，第一场是在2007年4月18日对德州游骑兵的比赛中投出的，另一场则是在2009年7月23日对坦帕湾光芒投出了大联盟历史上的第十八场完全比赛。目前为止柏利的胜场数和投球局数都排在白袜队队史的第八位。

## 生平

### 業餘時期
柏利毕业于密苏里州希尔斯伯勒的杰弗逊学院，之后他在1998年被芝加哥白袜在大联盟选秀大会上第卅八轮选中。柏利在仅仅在小联盟出赛过36场，其中1999年在白袜队1A的伯靈顿蜜蜂出赛20场，2000年在2A的伯明翰男爵先发16场，防御率2.28，拿下8胜4败的成绩。这一年他获得了南方联盟年度最佳投手的荣誉，并入选小联盟全明星赛第二队。他还是当年全明星周末未来之星赛的胜利投手。

### 大联盟时期

#### 芝加哥白襪
2000–2004
2000年7月16日，柏利完成了他在大联盟的初登板。这个赛季他主要以中继投手的身份为主。
2001年柏利进入白袜队的先发轮值表，缴出了16胜8败、防御率3.29的优异成绩。其中他在5月26日至6月7日期间连续24又⅔局无失分，这是1967年汤米·约翰连续25局无失分后保持最长局数不失分的白袜队投手。这个赛季柏利完投4场，其中8月3日对坦帕湾魔鬼鱼和8月8日对洛杉矶安那罕天使连续两场比赛完投。
2002年柏利投出了19胜12败的成绩，在投球局数、先发场次、完投场次、完封场次均名列美国联盟第二位。其中有30场投满6局以上，还有9场投满8局以上。这个赛季柏利第一次入选了全明星赛，并在11月代表MLB去日本参加美日职棒对抗赛。
2003年和2004年柏利继续着稳定的发挥，这两个赛季他均先发35场，一共拿下30场胜利。其中他在2004年7月21日客场对克里夫兰印地安人的比赛中投出了两安打完封胜，并且仅仅面对最少的27名打者。
2005–2008年
2005年開季，柏利迅速取得10勝3負、防禦率2.58、WHIP值1.11的成績，更在4月16日對西雅圖水手隊投出完投。柏利也入選了今年的全明星賽，並在明星賽中先發登板。8月1日，柏利對巴爾的摩金鶯隊的B. J. Surhoff投出觸身球，因而被驅逐出場，終止了他連續49場先發至少6局以上的優異成績。在季後賽，柏利於分區冠軍賽第二戰掛帥，對洛杉磯天使投出完投勝，成為白襪隊隊史第一位在季後賽連續出賽又完投的先發投手。他亦是世界大賽第二戰的先發投手，不過最後無關勝負。此外，他於世界大賽第三戰第14局登板救援，這是他個人生涯首個救援成功，這項特殊紀錄使他成為世界大賽史上首個在系列賽中同時留下先發、救援紀錄的投手。最終，白襪隊獲得了總冠軍，是隊史自1917年以來首見。
2006年5月14日，柏利拿下一場慘澹的勝投，他是大聯盟百年以來第一位在第一局就失去7分，最後卻拿下勝投的先發投手。10月30日，白襪隊宣布行使2007年的球團選擇權（9,500,000美元），即使柏利這季只有12勝13負、防禦率4.99的成績，是個人7個賽季以來最差的紀錄。
2007年4月18日，在主場以簡潔的106球對德州遊騎兵投出了6-0的無安打比賽，這是柏利生涯首次、白襪隊史第十六次無安打比賽。7月8日，柏利與白襪簽下五年延長合約，合約總值達56,000,000美元，其中包含如果被交易的19,000,000美元的球員選擇權。
2008年球季，柏利的成績為15勝12負，防禦率3.79，連續第八個球季至少投滿200局。他還自己完成了34次雙殺守備，其優秀的守備技巧為自己接下來幾個球季取得了更多的關注。
2009–2011年
2009年6月11日，柏利面對密爾瓦基釀酒人的Braden Looper擊出生涯第一支全壘打。7月5日，柏利再次獲選明星賽，生涯第四次，他在明星賽第三局登板，表現完美。
7月23日，柏利在白襪主場對坦帕灣光芒隊投出了完全比賽，是美國職棒大聯盟史上第十八次完全比賽。在這場比賽中，柏利秉持一貫的簡潔風格，用時僅2小時3分鐘。柏利是大聯盟史上第廿四位至少投出二場以上無安打比賽的投手，也是繼賽·揚、Addie Joss、Jim Bunning、山迪·柯法斯與藍迪·強森後，史上第六位曾經投過完全比賽也投過無安打比賽的投手。柏利成為史上第三位在同一支球隊完成無安打比賽、完全比賽與拿下世界大賽冠軍的投手。值得一提的是，這場完全比賽的主審艾瑞克·庫珀不但同樣執審2007年那場無安打比賽，甚至他的背號與柏利也是相同的，蔚為趣談。伊利諾州州長帕特·奎因在2009年7月30日和洋基隊比賽前宣布，2009年7月23日為「柏利日」，並特別頒贈紀念牌匾。

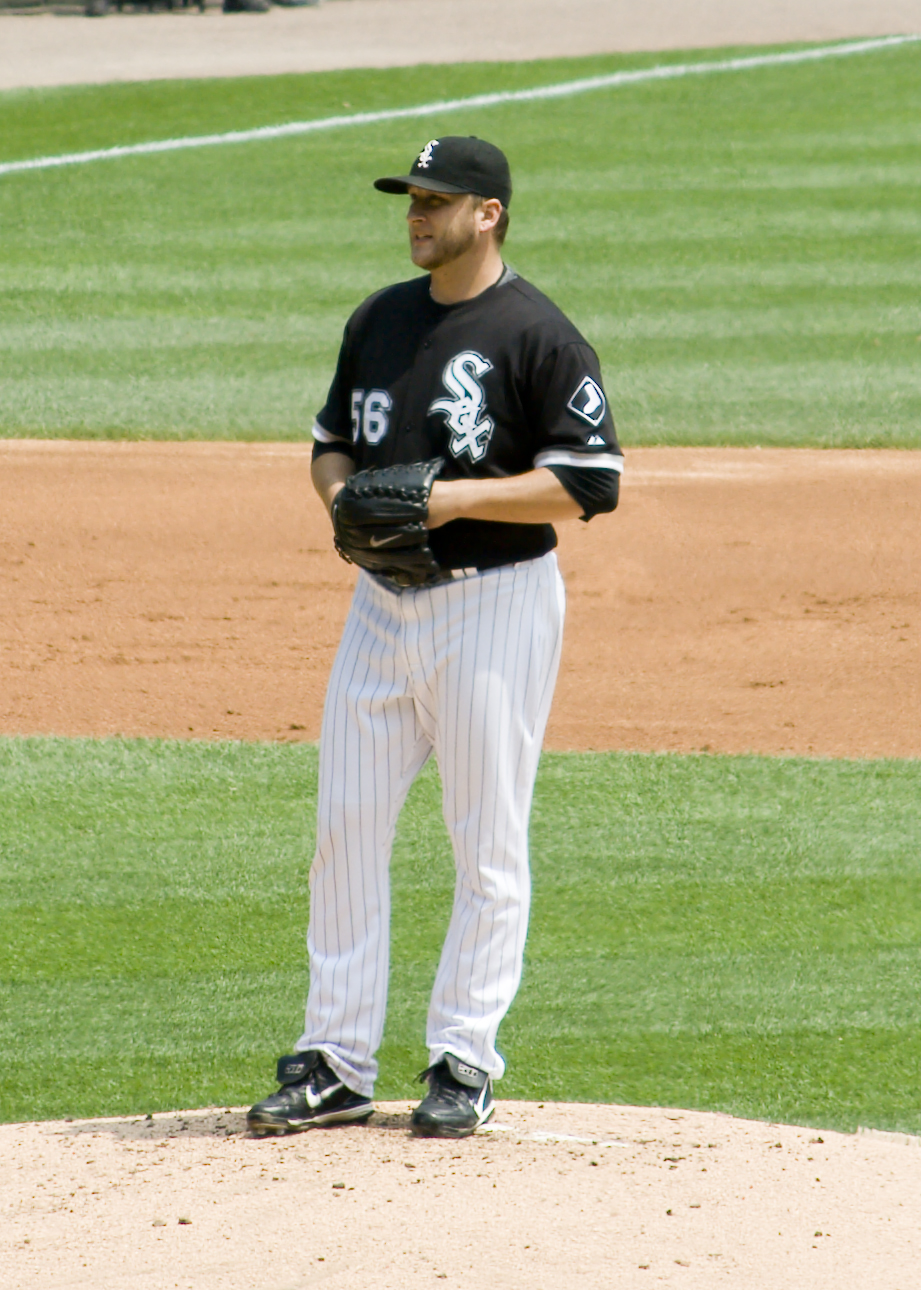
柏利在2009年7月23日完成了完全比賽

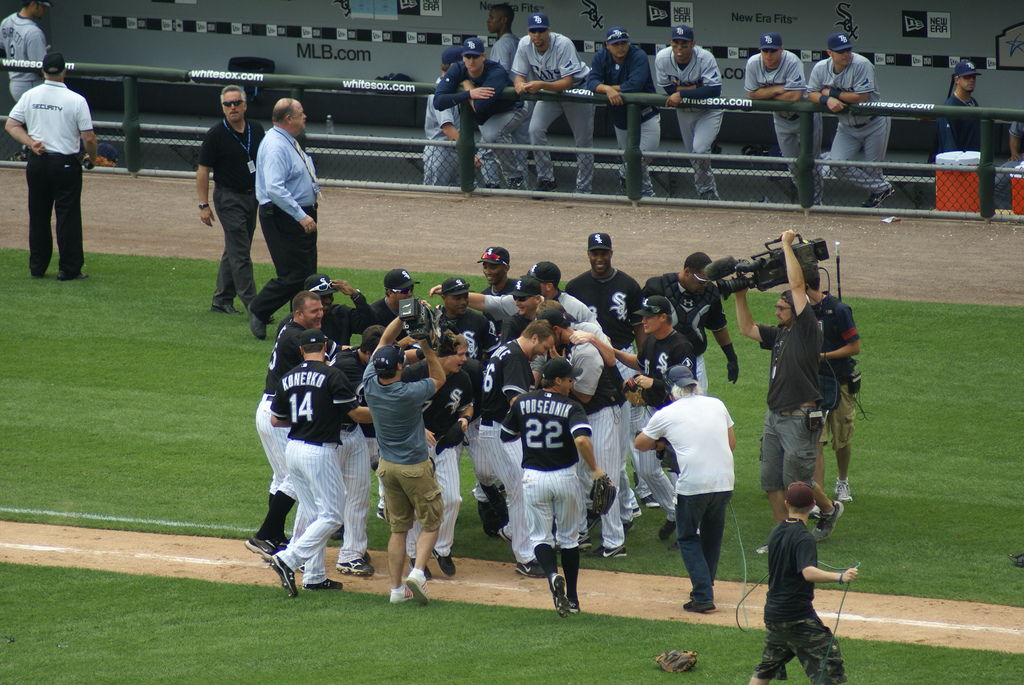
柏利在2009年完成完全比賽後的慶祝.

2009年11月，柏利獲得生涯第一座金手套獎，另外還獲得了菲爾丁聖經獎（Fielding Bible Award），顯示其防守能力已受到專家一致性的肯定。柏利在2009年球季的成績為：13勝10負，防禦率3.84，連續第九季至少投滿200局。
2010年4月5日，柏利於球季開幕戰中主投，五局上半一個精彩的守備，轟動了全美體壇，柏利也順利拿下了連續第二年的金手套獎以及防守聖經獎。8月3日，柏利對底特律老虎取勝，這是球季的第十勝，也保證了個人連續第十個球季皆有雙位數勝投入手。柏利在2010年球季的成績結算為13勝13負、防禦率4.28，並再一次達標200局以上的投球貢獻（連續第十季）。
2011年球季，柏利的表現依舊，通算13勝9負、防禦率3.59，連續第十一年至少投滿200局，也是連續第三年拿到金手套獎和防守聖經獎。在離開芝加哥之前，他留下了總計161勝119負，平均防禦率3.83的成績，一共四次入選明星賽。

#### 邁阿密馬林魚
2011年12月7日，柏利同意了邁阿密馬林魚隊所開的四年58,000,000美金合約。4月5日是柏利首披馬林魚制服的先發，惜並未取勝。4月18日，柏利對芝加哥小熊投出8局失1分的優異成績，拿下球季第一勝，也是代表馬林魚隊的第一勝。5月5日，柏利對聖地牙哥教士投出9局失1分完投勝。柏利在2011年球季的成績為13勝13負、防禦率3.74、125次，並連續第十二年投滿至少200局，也連續第四年拿到金手套獎和防守聖經獎。

#### 多倫多藍鳥
2012年11月19日，柏利和喬許·強森、荷西·雷耶斯等幾名球員一同被交易至多倫多藍鳥。他以第三號先發的身分展開球季。2013年7月25日，柏利對休士頓太空人投出了完投完封勝，該場勝利是藍鳥的第八十一勝，使他們得以中止連續7季勝少敗多的局面。
8月25日，柏利再次對太空人取勝，這是他個人的第十勝，也意味著他連續第十三年取得雙位數勝投。9月21日，他在對陣波士頓紅襪的比賽中跨越球季200局里程碑，此亦是連續13季的成就。柏利的2013年球季成績為12勝10負、防禦率4.15、139次奪三振、200.2局投球。可惜的是，他在防守金手套獎的競爭上負於隊友R·A·迪奇。
2014年開季的柏利特別犀利，連續拿下4勝之外，期間的平均防禦率僅有0.69，使他獲選4月的美聯最佳球員（與隊友梅基·卡布瑞拉共同獲選）。5月7日，柏利面對費城費城人再次取勝，不僅是個人的球季第六勝，更是當季大聯盟最快達標的投手。繼續在5月12日（洛杉磯天使）、5月17日（德州遊騎兵）取勝之後，他已累積7勝。5月22日，藍鳥前往波士頓踢館，柏利獲得球季第八勝（領先全大聯盟），氣勢如虹的藍鳥亦在客場橫掃了紅襪。挾此鴻運，柏利在5月27日再次拿下勝投，為個人第9勝。
6月1日，柏利取得球季個人第十勝。此後柏利的表現有所下滑，球季剩餘的19場先發中，他僅取得2勝9負的成績。9月24日，他再次跨越球季200局投球的門檻，亦是個人生涯連續14年達陣。
2015年球季，柏利被定位為藍鳥第四號先發。4月10日，他對金鶯隊取得勝利，這是他的生涯第二百勝。5月29日，柏利以完投勝擊敗明尼蘇達雙城，續於次一場先發中以精簡的93球擊敗華盛頓國民。8月6日，他再次面對雙城取勝，這是其生涯面對雙城的第卅勝，使他達成一項特殊紀錄：1961年以來，對單一球隊成功取得30勝或以上）。10月2日，柏利登板面對坦帕灣光芒，取得球季個人第十五勝。由於他被預期可能被排除在季後賽名單外，一般認為他將會在隔天的比賽中再次登場，並嘗試負擔2局的投球工作，以期能延續球季200局投球的紀錄，然而柏利僅完成了2/3局的投球便被替換離場，主因是隊友在守備上的失誤導致伯利上場的時候失掉大量非自責分數。在賽後所公布的季後賽名單中，未有柏利的參與，但他向記者表示自己尚未決定退休與否。
最終，柏利的2015年球季成績為15勝8負、防禦率3.81、91次奪三振。10月29日，柏利入選了防守金手套獎的最終名單。
柏利在多倫多時期的成績結算為40勝28負、平均防禦率3.79，並入選明星賽一次。2015年賽季結束後也未繼續登板投球，以低調的方式退休。

### 退休、近年活動
2017年6月23日（美國時間），其背號56號列入白襪隊退休背號，退休儀式於翌日舉行。

## 技術特色
柏利是一位標準的控球型投手，與一般本格派的投手以快速球為主的球風相比，他更依赖于他的投球技巧和精确度，類似葛瑞格·麥達克斯與湯姆·葛拉文依靠多種變化球應付打者。他被认为是一位很有效率的投手，投球节奏很快，并且能够很好地控制他的用球量。他的主要球种包括了快速球、曲球、变速球、滑球、卡特球和二縫線快速球。

## 生涯成績一覽
| † | 代表獲得世界大賽冠軍 |
|   | 代表獲得金手套獎     |

### 例行賽成績
| 年份     | 年龄     | 球隊         | 勝  | 負  | 出賽 | 先發 | 完投 | 完封 | 局數   | 被安打 | 失分 | 責失分 | 被全壘打 | 保送 | 三振 | 防禦率 |
| -------- | -------- | ------------ | --- | --- | ---- | ---- | ---- | ---- | ------ | ------ | ---- | ------ | -------- | ---- | ---- | ------ |
| 2000     | 21       | 芝加哥白襪   | 4   | 1   | 28   | 3    | 0    | 0    | 51.1   | 55     | 27   | 24     | 5        | 19   | 37   | 4.21   |
| 2001     | 22       | 芝加哥白襪   | 16  | 8   | 32   | 32   | 4    | 2    | 221.1  | 188    | 89   | 81     | 24       | 48   | 126  | 3.29   |
| 2002     | 23       | 芝加哥白襪   | 19  | 12  | 34   | 34   | 5    | 2    | 239.0  | 236    | 102  | 95     | 25       | 61   | 134  | 3.58   |
| 2003     | 24       | 芝加哥白襪   | 14  | 14  | 35   | 35   | 2    | 0    | 230.1  | 250    | 124  | 106    | 22       | 61   | 119  | 4.14   |
| 2004     | 25       | 芝加哥白襪   | 16  | 10  | 35   | 35   | 4    | 1    | 245.1  | 257    | 119  | 106    | 33       | 51   | 165  | 3.89   |
| 2005†    | 26       | 芝加哥白襪   | 16  | 8   | 33   | 33   | 3    | 1    | 236.2  | 240    | 99   | 82     | 20       | 40   | 149  | 3.12   |
| 2006     | 27       | 芝加哥白襪   | 12  | 13  | 32   | 32   | 1    | 0    | 204.0  | 247    | 124  | 113    | 36       | 48   | 98   | 4.99   |
| 2007     | 28       | 芝加哥白襪   | 10  | 9   | 30   | 30   | 3    | 1    | 201.0  | 208    | 86   | 81     | 22       | 45   | 115  | 3.63   |
| 2008     | 29       | 芝加哥白襪   | 15  | 12  | 34   | 34   | 1    | 0    | 218.2  | 240    | 106  | 92     | 22       | 52   | 140  | 3.79   |
| 2009     | 30       | 芝加哥白襪   | 13  | 10  | 33   | 33   | 1    | 1    | 213.1  | 222    | 97   | 91     | 27       | 45   | 105  | 3.84   |
| 2010     | 31       | 芝加哥白襪   | 13  | 13  | 33   | 33   | 3    | 0    | 210.1  | 246    | 105  | 100    | 17       | 49   | 99   | 4.28   |
| 2011     | 32       | 芝加哥白襪   | 13  | 9   | 31   | 31   | 0    | 0    | 205.1  | 221    | 93   | 82     | 21       | 45   | 109  | 3.59   |
| 2012     | 33       | 邁阿密馬林魚 | 13  | 13  | 31   | 31   | 1    | 0    | 202.1  | 197    | 88   | 84     | 26       | 40   | 125  | 3.74   |
| 2013     | 34       | 多倫多藍鳥   | 12  | 10  | 33   | 33   | 1    | 1    | 203.2  | 223    | 100  | 94     | 24       | 51   | 139  | 4.15   |
| 2014     | 35       | 多倫多藍鳥   | 13  | 10  | 32   | 32   | 0    | 0    | 202    | 228    | 83   | 76     | 15       | 46   | 119  | 3.39   |
| 2015     | 36       | 多倫多藍鳥   | 15  | 8   | 32   | 32   | 4    | 1    | 198.2  | 214    | 100  | 84     | 22       | 33   | 91   | 3.81   |
| 生涯累計 | 生涯累計 | 生涯累計     | 214 | 160 | 518  | 493  | 33   | 10   | 3283.1 | 3472   | 1542 | 1391   | 361      | 734  | 1870 | 3.81   |

### 季後賽成績
| 年份     | 年龄     | 球隊       | 勝 | 負 | 出賽 | 先發 | 完投 | 完封 | 局數 | 被安打 | 失分 | 責失分 | 被全壘打 | 保送 | 三振 | 防禦率 |
| -------- | -------- | ---------- | -- | -- | ---- | ---- | ---- | ---- | ---- | ------ | ---- | ------ | -------- | ---- | ---- | ------ |
| 2000     | 21       | 芝加哥白襪 | 0  | 0  | 1    | 0    | 0    | 0    | 0.1  | 2      | 0    | 0      | 0        | 1    | 0    | 0.00   |
| 2005†    | 26       | 芝加哥白襪 | 2  | 0  | 4    | 3    | 1    | 0    | 23.1 | 20     | 9    | 9      | 2        | 1    | 12   | 3.47   |
| 2008     | 29       | 芝加哥白襪 | 0  | 1  | 1    | 1    | 0    | 0    | 7    | 10     | 5    | 5      | 1        | 0    | 3    | 6.34   |
| 生涯累計 | 生涯累計 | 生涯累計   | 2  | 1  | 6    | 4    | 1    | 0    | 30.2 | 30.2   | 14   | 14     | 3        | 2    | 15   | 4.11   |

## 私人生活
柏利和他的妻子杰米（Jamie）拥有两个孩子：儿子布雷登（Braden）出生于2007年7月，女儿布鲁克林（Brooklyn）出生于2009年3月3月。

### 人生哲學
"I didn't want all the attention. I've always told people I was a young guy that came into the big leagues unknown, kind of snuck into the big leagues. I wanted to sneak my way out."
「我不想要引人注意。我總是跟人說，我在年輕時默默無名進到大聯盟，像偷跑進來一樣。而我也想要偷溜出去」
"That's why I haven't said anything. I haven't talked to anybody. I just kind of let it go. Hopefully one day it just kind of got forgotten, and five years down the road (people said), 'Where's that Buehrle guy? Is he still around?'"
「這就是我不想公開表示退休的原因，我沒有跟任何人說，只是想就這樣放手。希望有一天被大家遺忘，五年後還有人問，『那個叫 Buehrle 的人咧？他還有在打嗎？』」

### 公益
2011年與邁阿密馬林魚簽訂的合約中，附帶每年捐贈14萬5千美元作為慈善用途，同一年也有附帶的另外兩位球員分別是荷西·雷耶斯與希斯·貝爾，金額多寡不一。